# Tank Mark VIII

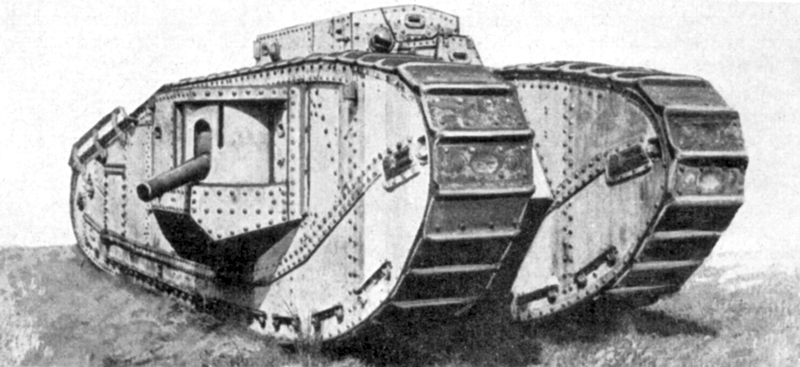
Från utsidan

Tank Mark VIII (också känd som Liberty eller The International) var en tung stridsvagn av utformningen landskepp som tillverkades under första världskriget. Stridsvagnen var en variant av den brittiska Tank Mark I och var tänkt att ge de allierade en gemensam tung stridsvagn. Den var en internationell samproduktion mellan Frankrike, Storbritannien och USA, men få av dem hann bli klara innan krigsslutet. USA använde dem som träningsfordon till 1932. Beväpningen bestod av två kanoner som satt i sponsoner på vardera sidan och fem eller sju kulsprutor. Besättningen uppgick ursprungligen till 12 man, men reducerades i tjänst till 10 då man valde bort två av kulsprutorna.